# Тебибит
Тебибит се користи као јединица мере података у рачунарству и износи 1.099.511.627.776 (240) бита (1024 гибибита).